# سیلوی آباده
سیلوی آباده یک روستا در ایران است که در بخش مرکزی شهرستان آباده واقع شده‌است.